# Victor Bivol
Victor Bivol (* 15. Juli 1977 in Costeşti, Rajon Ialoveni, Moldauische SSR) ist ein ehemaliger moldauischer Judoka. Er gewann bei den Weltmeisterschaften 1997 eine Bronzemedaille.

## Karriere
Der 1,68 m große Victor Bivol trat bis 2000 im Halbleichtgewicht an. 1996 war er Dritter der Junioren-Europameisterschaften. Bei den Weltmeisterschaften 1997 in Paris bezwang er den Kubaner Israel Hernández, den Polen Jarosław Lewak und im Viertelfinale den Niederländer Patrick van Kalken. Im Halbfinale unterlag er dem Südkoreaner Kim Hyuk. Durch einen Sieg über den Russen Magomed Dschafarow erkämpfte Bivol eine Bronzemedaille. Im Mai 1999 fanden die Europameisterschaften in Bratislava statt. Bivol verlor seinen Auftaktkampf gegen den Italiener Girolamo Giovinazzo. Nach vier Siegen in der Hoffnungsrunde erhielt er eine Bronzemedaille. Zwei Monate später gewann er ebenfalls Bronze bei der Universiade in Palma de Mallorca. Bei den Europameisterschaften 2000 in Breslau belegte Bivol den fünften Platz. In Sydney schied er bei den Olympischen Spielen 2000 in seinem zweiten Kampf aus.
Nach den Olympischen Spielen 2000 wechselte Bivol ins Leichtgewicht, die Gewichtsklasse bis 73 Kilogramm. Bei den Weltmeisterschaften 2003 in Osaka erreichte er mit vier Siegen das Halbfinale. Nach Niederlagen gegen den Südkoreaner Lee Won-hee und den Portugiesen João Neto belegte er den fünften Platz. Im Jahr darauf bezwang er Neto im Viertelfinale bei den Olympischen Spielen 2004 in Athen, im Halbfinale unterlag er wie im Vorjahr Lee Won-hee. Nach der Niederlage gegen den Brasilianer Leandro Guilheiro im Kampf um die Bronzemedaille belegte Bivol den fünften Platz. 2006 war Bivol Siebter bei den Europameisterschaften. 2007 erreichte er den fünften Platz, nachdem er bereits im Achtelfinale gegen den Georgier David Kevkhishvili verloren, sich aber mit drei Siegen in der Hoffnungsrunde ins Turnier zurückgekämpft hatte.